# Kanton Lescar
Der Kanton Lescar war von 1790 bis 2015 ein französischer Wahlkreis im Arrondissement Pau, im Département Pyrénées-Atlantiques und in der Region Aquitanien; sein Hauptort war Lescar. Er war 154,81 km² groß und hatte im Jahr 1999 30.203 Einwohner.

## Gemeinden
Der Kanton bestand aus 14 Gemeinden:
| Gemeinde        | Einwohner Jahr | Fläche km² | Bevölkerungsdichte | Code INSEE | Postleitzahl |
| --------------- | -------------- | ---------- | ------------------ | ---------- | ------------ |
| Arbus           | 1.130 (2013)   | 13,89      | 81 Einw./km²       | 64037      | 64230        |
| Artiguelouve    | 1.606 (2013)   | 10,74      | 150 Einw./km²      | 64060      | 64230        |
| Aussevielle     | 778 (2013)     | 3,26       | 239 Einw./km²      | 64080      | 64230        |
| Beyrie-en-Béarn | 193 (2013)     | 2,72       | 71 Einw./km²       | 64121      | 64230        |
| Bougarber       | 811 (2013)     | 10,29      | 79 Einw./km²       | 64142      | 64230        |
| Caubios-Loos    | 509 (2013)     | 7,2        | 71 Einw./km²       | 64183      | 64230        |
| Denguin         | 1.762 (2013)   | 12,29      | 143 Einw./km²      | 64198      | 64230        |
| Lescar          | 9.993 (2013)   | 26,50      | 377 Einw./km²      | 64335      | 64230        |
| Lons            | 12.106 (2013)  | 11,53      | 1050 Einw./km²     | 64348      | 64140        |
| Momas           | 553 (2013)     | 14,51      | 38 Einw./km²       | 64387      | 64230        |
| Poey-de-Lescar  | 1.578 (2013)   | 6,74       | 234 Einw./km²      | 64448      | 64230        |
| Sauvagnon       | 3.118 (2013)   | 16,74      | 186 Einw./km²      | 64511      | 64230        |
| Siros           | 703 (2013)     | 2,21       | 318 Einw./km²      | 64525      | 64230        |
| Uzein           | 1.297 (2013)   | 16,19      | 80 Einw./km²       | 64549      | 64230        |